# Frisch heran!
Frisch Heran! (Viens ici !) est une polka rapide de Johann Strauss II (opus 386). L'œuvre est créée le 2 février 1880 dans la Sofiensaal de Vienne.

## Histoire
Bien qu’il soit plongé dans la composition de son opérette, Das Spitzentuch der Königin, Strauss trouve le temps de composer cette polka pour le bal du carnaval de l'Association des journalistes et écrivains de Concordia, à l'occasion duquel elle est créée, sous la direction de son frère Eduard, le 2 février 1880.

## Durée
Sa durée d'exécution est d'environ  2 minutes et 20 secondes. Elle peut varier légèrement selon l'interprétation musicale du chef d'orchestre .

## Interprétation notable
En 2023, la pièce est jouée lors du célèbre concert du nouvel an à Vienne, sous la direction de Franz Welzer-Möst.